# 里瓦斯達維拉市
里瓦斯達維拉市（西班牙語：Municipio Rivas Dávila），是委內瑞拉的一個市，位於該國西部梅里達州，首府設於拜拉多雷斯，面積187平方公里，2013年人口21,045，人口密度每平方公里112.54人。